# Celina bruchi
Celina bruchi är en skalbaggsart som beskrevs av Zimmermann 1921. Celina bruchi ingår i släktet Celina och familjen dykare. Inga underarter finns listade i Catalogue of Life.